# Loipersbach im Burgenland
Loipersbach im Burgenland est une commune autrichienne du district de Mattersburg dans le Burgenland.